# Nagyfal-barlang
A Nagyfal-barlang a Duna–Ipoly Nemzeti Parkban lévő Visegrádi-hegységben, Visegrád területén található barlang.

## Leírás
Pilisszentlászlótól Visegrádig mintegy 10 kilométer hosszban fut le az Apát-kúti-völgy. A Kaán-forrástól Pilisszentlászló felé a piros jelzésű turistaúton, körülbelül egy kilométer távolságra, az előtte futó ösvényről is jól látható sziklafalban, a Nagyfalban van.
A sziklafal megdőlt állapotban van és felső része körülbelül három méterrel előreugrik, azaz aláhajlásos sziklaereszt képez. Helyi jelentőségű kis barlang.
Előfordul irodalmában Nagy-fal barlangja (Eszterhás 2014) néven is.

## Kutatástörténet
1996-ban Szabó Géza ismertette a barlangot. Korábbi kutatottságáról nincs adat. A 2001. november 12-én elkészült, Magyarország nemkarsztos barlangjainak irodalomjegyzéke című kézirat barlangnévmutatójában szerepel a Nagyfal-barlang. A barlangnévmutatóban meg van említve 1 irodalmi mű, amely foglalkozik az üreggel. A 364. tétel nem említi, a 363. tétel említi.
A 2014. évi Karsztfejlődésben megjelent tanulmányban az olvasható, hogy a Visegrádi-hegység 101 barlangjának egyike a Visegrádon található Nagy-fal barlangja, amely 3 m hosszú és 4 m magas.